# Cyptodon
Cyptodon là một chi rêu trong họ Cryphaeaceae.